# Paphiopedilum littleanum
Paphiopedilum littleanum är en orkidéart som först beskrevs av Auct., och fick sitt nu gällande namn av Robert Allen Rolfe. Paphiopedilum littleanum ingår i släktet Paphiopedilum och familjen orkidéer. Inga underarter finns listade i Catalogue of Life.